# Праці із загальної теорії знаків
Праці із загальної теорії знаків (англ. Writings on the General Theory of Signs) — книга про знаки, написана Чарльзом Вільямом Моррісом, американським філософом та засновником терміну "семіотика". Книга була видана у 1971 році.  

## Тематика книги
Книга складається з трьох частин. У першій частині, "Основи теорії знаків", пояснено, що становить собою семіотика, які її складові, як семіотика пов'язана з іншими науками, такими як  лінгвістика, філософія, соціологія чи антропологія. Чарльз Вільям Морріс досліджує, що таке знак, які є види знаків та в чому полягає їхня функція. Автор аналізує, як знаки пов'язані із поведінкою людини, зокрема він наголошує на тому, що знак може описувати щось, що впливає на поведінку, тобто керує нею. Дослідник пропонує ряд умов, при яких щось можна характеризувати як "знак". 
У другій частині, "Знаки, мова та поведінка", автор досліджує зв'язок між лінгвістикою та семіотикою, зокрема що таке лінгвістичний знак, який його зв'язок із  соціальною поведінкою, а також пропонує критерії, за якими можна визначити відповідність, правдивість та вірогідність знаків. Чарльз Морріс розглядає мову, як систему знаків. На його думку, сукупність знаків утворюють твердження. Крім того, дослідник визначає способи застосування знаків та форми їхнього означення. 
Третя частина, "П'ять семіотичних наук", містить інформацію про те, що таке естетика, чим вона займається, чи існує зв'язок між семіотикою та естетикою. У цій частині також представлено спосіб, як твори мистецтва можуть бути естетичними знаками.

## Зміст

### Частина 1: Основи теорії знаків
1. Вступ: Семіотика та наука
2. Семіозис та семіотика
3. Синтаксис
4. Семантика
5. Прагматика
6. Єдність семіотики
7. Проблеми та застосування
8. Вибрана бібліографія

### Частина 2: Знаки, мова та поведінка
1. Знаки та поведінкові ситуації
2. Мовна та соціальна поведінка
3. Форми означення
4. Відповідність, правдивість та вірогідність знаків
5. Види дискурсу
6. Форматори та формативний дискурс
7. Індивідуальне та соціальне значення знаків
8. Сфера застосування та значення семіотики

### Частина 3: П'ять семіотичних наук
1. Знаки та закон
2. Естетика та теорія знаків
3. Знаки про знаки про знаки
4. Містика та її мова
5. Символи людина-космос